# Jalihal, Sindhnur
Jalihal là một làng thuộc tehsil Sindhnur, huyện Raichur, bang Karnataka, Ấn Độ.